# هان کونگ
هان کونگ (انگلیسی: Han Cong؛ زادهٔ ۶ اوت ۱۹۹۲) اسکیت‌باز نمایشی اهل چین است.